# Nicolò Spinola
Nicolò Spinola (1677 em Génova - 1743 em Génova) foi o 155.º Doge da República de Génova e rei da Córsega.

## Biografia
Spínola foi nomeado Doge de Génova na eleição de 16 de fevereiro de 1740, o centésimo décimo na sucessão bienal e o cento e cinquenta e cinco na história republicana. Como Doge, ele também foi investido no cargo bienal de rei da Córsega. Quando o ofício cessou a 16 de fevereiro de 1742, Nicolò Spinola retirou-se para a vida privada e morreu em 1743.